# Wild Honey Inn
De Wild Honey Inn is een restaurant annex pub in de Ierse plaats Lisdoonvarna. Het kreeg in 2017 een Michelinster toegekend.
Het restaurant is eigendom van chef-kok Aidan McGrath en zijn partner Kate Sweeney.
Het restaurant is gevestigd is een voormalig hotel met de naam Kincora House, met een historie die teruggaat tot de jaren 1860. McGrath en Sweeney kochten het pand in 2009 en namen vervolgens deel aan de RTÉ show At Your Service. Daar kregen zij advies van hotelier Francis Brennan over hoe ze de gastropub en hotel het beste konden ontwikkelen.

## Onderscheidingen
- Bib Gourmand: 2010-2017
- Michelinster: 2017